# Structure pyramidale des ligues de football en Serbie
La structure pyramidale des ligues de football en Serbie désigne le système de classement officiel des ligues et divisions du football de cette nation.

## Généralités
Les deux premières divisions du football du pays sont sous la juridiction de la FSS. Depuis la 3e division, la juridiction est sous l'égide de l'une des quatre associations régionales (Belgrade, Est, Ouest, Voïvodine). Les différentes divisions se jouent au niveau national de la D1 à la D2 et au niveau régional de la D3 à la D7.

## Structure des championnats
| Niveau | Championnats                                       | Championnats                                       | Championnats                                       | Championnats                                       | Championnats                                       | Championnats                                       | Championnats                                       | Championnats                                       | Championnats                                       | Championnats                                       |
| ------ | -------------------------------------------------- | -------------------------------------------------- | -------------------------------------------------- | -------------------------------------------------- | -------------------------------------------------- | -------------------------------------------------- | -------------------------------------------------- | -------------------------------------------------- | -------------------------------------------------- | -------------------------------------------------- |
| 1      | Super Liga 16 clubs                                | Super Liga 16 clubs                                | Super Liga 16 clubs                                | Super Liga 16 clubs                                | Super Liga 16 clubs                                | Super Liga 16 clubs                                | Super Liga 16 clubs                                | Super Liga 16 clubs                                | Super Liga 16 clubs                                | Super Liga 16 clubs                                |
| 2      | Prva Liga 16 clubs                                 | Prva Liga 16 clubs                                 | Prva Liga 16 clubs                                 | Prva Liga 16 clubs                                 | Prva Liga 16 clubs                                 | Prva Liga 16 clubs                                 | Prva Liga 16 clubs                                 | Prva Liga 16 clubs                                 | Prva Liga 16 clubs                                 | Prva Liga 16 clubs                                 |
| 3      | Srpska Liga Beograd 16 clubs                       | Srpska Liga Istok 16 clubs                         | Srpska Liga Istok 16 clubs                         | Srpska Liga Istok 16 clubs                         | Srpska Liga Vojvodina 16 clubs                     | Srpska Liga Vojvodina 16 clubs                     | Srpska Liga Vojvodina 16 clubs                     | Srpska Liga Zapad 16 clubs                         | Srpska Liga Zapad 16 clubs                         | Srpska Liga Zapad 16 clubs                         |
| 4      | Ligues de zones 10 ligues sont concernées          | Ligues de zones 10 ligues sont concernées          | Ligues de zones 10 ligues sont concernées          | Ligues de zones 10 ligues sont concernées          | Ligues de zones 10 ligues sont concernées          | Ligues de zones 10 ligues sont concernées          | Ligues de zones 10 ligues sont concernées          | Ligues de zones 10 ligues sont concernées          | Ligues de zones 10 ligues sont concernées          | Ligues de zones 10 ligues sont concernées          |
| 5      | Ligues de districts 30 ligues sont concernées      | Ligues de districts 30 ligues sont concernées      | Ligues de districts 30 ligues sont concernées      | Ligues de districts 30 ligues sont concernées      | Ligues de districts 30 ligues sont concernées      | Ligues de districts 30 ligues sont concernées      | Ligues de districts 30 ligues sont concernées      | Ligues de districts 30 ligues sont concernées      | Ligues de districts 30 ligues sont concernées      | Ligues de districts 30 ligues sont concernées      |
| 6      | Ligues inter-municipales 51 ligues sont concernées | Ligues inter-municipales 51 ligues sont concernées | Ligues inter-municipales 51 ligues sont concernées | Ligues inter-municipales 51 ligues sont concernées | Ligues inter-municipales 51 ligues sont concernées | Ligues inter-municipales 51 ligues sont concernées | Ligues inter-municipales 51 ligues sont concernées | Ligues inter-municipales 51 ligues sont concernées | Ligues inter-municipales 51 ligues sont concernées | Ligues inter-municipales 51 ligues sont concernées |
| 7      | Ligues municipales 58 ligues sont concernées       | Ligues municipales 58 ligues sont concernées       | Ligues municipales 58 ligues sont concernées       | Ligues municipales 58 ligues sont concernées       | Ligues municipales 58 ligues sont concernées       | Ligues municipales 58 ligues sont concernées       | Ligues municipales 58 ligues sont concernées       | Ligues municipales 58 ligues sont concernées       | Ligues municipales 58 ligues sont concernées       | Ligues municipales 58 ligues sont concernées       |
| 8      | Ligues municipales II 3 ligues sont concernées     | Ligues municipales II 3 ligues sont concernées     | Ligues municipales II 3 ligues sont concernées     | Ligues municipales II 3 ligues sont concernées     | Ligues municipales II 3 ligues sont concernées     | Ligues municipales II 3 ligues sont concernées     | Ligues municipales II 3 ligues sont concernées     | Ligues municipales II 3 ligues sont concernées     | Ligues municipales II 3 ligues sont concernées     | Ligues municipales II 3 ligues sont concernées     |

## Sources
- (en) Cet article est partiellement ou en totalité issu de l’article de Wikipédia en anglais intitulé « Serbian football league system » (voir la liste des auteurs).